# Lac de la Muvrella
Le lac de la Muvrella est un lac situé en Haute-Corse à 1 868 m d'altitude et la source du ruisseau de Spasimata, affluent du ruisseau du Ladroncellu, nom du fleuve côtier la Figarella dans la partie haute de son cours.
Il est situé dans le Parc naturel régional de Corse, tout en haut du cirque de Bonifatu.

## Géographie
Il est situé sur le parcours du GR 20, à environ deux kilomètres de trajet au sud du refuge de Carozzu, à côté de la Muvrella (2 148 m).